# Skuld
În mitologia nordică, Skuld era una din cele trei norne (zeițe ale destinului), alături de Urd și Verdandi, fiind personificarea timpului viitor. 
Cele trei norne, echivalentul ursitoarelor, erau reprezentate ca o tânără fecioară, o mamă și o persoană în vârstă. Urđ (trecutul) este foarte bătrână, și privește mereu în urmă, peste umăr. Verđandi (prezentul) este tânără, și privește mereu în prezent. Skuld (viitorul), poartă pălărie și are la ea un pergament închis cu peceți, care are înscrise secretele viitorului. Vechii germani se rugau zeiței Skuld pentru a le face preziceri. Nimeni nu poate modifica soarta hărăzită de norne. Prezicerile lor trebuie acceptate și trebuie să-ți trăiești viața în funcție de ele.
Skuld era singura nornă care era în același timp și o walkirie.
Acest articol referitor la mitologia nordică  este deocamdată un ciot. Puteți ajuta Wikipedia prin completarea lui!